# Arquebisbat catòlic d'Atenes
|  | Aquest article tracta sobre l'arquebisbat catòlic. Si cerqueu l'arquebisbat ortodox, vegeu «Arquebisbat ortodox d'Atenes». |

L'arquebisbat d'Atenes (grec: Ιερά Αρχιεπισκοπή Καθολικών Αθηνών, llatí: Archidioecesis Atheniensis) és una seu de l'Església Catòlica a Grècia, immediatament subjecta a la Santa Seu. Al 2015 tenia 100.000 batejats sobre una població de 6.150.000 habitants. Actualment està regida per l'arquebisbe electe Theodoros Kontidis S.I..

## Territori
La diòcesi comprèn la seva jurisdicció sobre els fidels catòlics de ritu catòlic de les següents regions de Grècia: Àtica, Grècia Central, Grècia Occidental i Peloponès.
La seu episcopal és la ciutat d'Atenes, on es troba la catedral de San Dionís Aeropagita
El territori s'estén sobre 46.775 km², i està dividit en 15 parròquies.

## Història
La diòcesi d'Atenes té orígens molt antics. Abans del Gran Cisma de 1054, era una sufragània de l'arxidiòcesi de Corint, elevat al rang de seu metropolitana al segle ix.
Els cristians d'Atenes havien pres l'hàbit de gravar, a través del grafiti, a les columnes del Partenó, els noms dels seus difunts bisbes.
L'arxidiòcesi d'Atenes de ritu llatí va ser erigida a principis del segle xiii, conjuntament amb la conquesta de Constantinoble pels croats (1204); el Partenó, anteriorment una catedral grega, es va transformar en la nova catedral llatina dedicada a la Mare de Déu. El primer arquebisbe va ser el francès Berard, l'elecció de la qual va ser confirmada pel papa Innocenci III el 27 de novembre de 1206.
El mateix pontífex, en algunes cartes que pertanyen a la seu ric epistolari, defineix i aclareix la situació de la nova arxidiòcesi llatina, en continuïtat amb la grega, que va prendre el seu lloc. A la carta de 13 de febrer de 1209 enumerà la seus sufragànies d'Atenes, que eren les mateixes que l'arxidiòcesi grega tenia en aquells moments: Negroponte, Termòpiles, Davalia, Aulon, Oreo, Caristo, Coronea, Megara, Ceo, Andro i Sciro.. A la mateixa carta el papa va concedir a Berard el pal·li.
Després de la caiguda de Constantinoble (1453), els altres territoris de Grècia en mans dels occidentals també van acabar sent subjugats pels turcs; Atenes va ser conquistada en 1458. L'últim arquebisbe llatí, Nicola Protimo, va escapar de la ciutat i es va refugiar a l'illa d'Eubea, governada pels venecians; on va romandre fins a la seva mort el 1482. A partir d'aquest moment, l'arxidiòcesi llatina va ser suprimida i transformada en seu titular.
El 1833, Grècia es va independitzar. A l'any següent, el 19 d'agost, el papa Gregori XVI va establir la delegació apostòlica de Grècia, amb la tasca de vetllar pels interessos dels fidels catòlics del nou regne grec. El 23 de juliol de 1875, en virtut del breu Apostolatus officium, el Papa Pius IX va restaurar l'arxidiòcesi llatina d'Atenes, amb jurisdicció sobre l'Àtica, confiant als delegats apostòlics, que tenien al mateix temps el doble títol de arquebisbes (únicament per a la regió de l'Àtica) i de delegats apostòlics (per a la resta del país).
ElIl 18 de març de 1926, en virtut del breu Quae catholico del Papa Pius XI, el territori del Peloponès i l'illa de Cerigo, fins llavors sense jurisdicció eclesiàstica i administrats directament pel delegat apostòlic, van ser unides a l'arquebisbat d'Atenes. El mateix any, altres modificacions territorials introduïdes per la Santa Seu, posaren el final al paper de delegat apostòlic de l'arquebisbe d'Atenes.

## Cronologia episcopal
- Berardo † (abans del 27 de novembre de 1206 - després del 1223 ?)
- Anonimo † (citat el 1243)
- Corrado di Sumo † (15 de febrer de 1253 - ? mort)
- Anonimo † (citat el 1261)
- P. † (9 de novembre de 1268 - ? mort)
- Uldrico † (20 de maig de 1273 - ? mort)
- Stefano Mangiatero, O.P. † (vers 1300 - ?)
- Antonio di Talenti, O.S.B. † (? - vers 1339 mort)
- Franceschino, O.Cist. † (1339 - ?)
- Nicola † (abans del 1345 - ? mort)
- Giovanni † (8 de juny de 1351 - ? mort)
- Nicola † (9 de juny de 1357 - ? mort)
- Francesco, O.F.M. † (20 d'agost de 1365 - ?)
- Giovanni † (? - vers 1370 mort)
- Antonio Balistari, O.F.M. † (27 de març de 1370 - ?)
- Antonio di Genebreda † (abans del 1382 - ? mort)
- Antonio Blasi † (14 de maig de 1388 - ?)
- Lodovico Aliotti † (12 de juny de 1392 - 1 de juny de 1398 nomenat bisbe de Volterra)
- Antonio † (24 d'abril de 1399 - ? mort)
- Franceschino, O.Cist. † (? - 9 de maig de 1400 mort)
- Andrea (Nicola) de Lucha, O.Carm. † (6 de setembre de 1409 - ? mort)
- Giovanni Antonio da Corinto † (2 d'agost de 1426 - ? mort)
- Francesco † (5 de novembre de 1427 - ? mort)
- Filippo Aulini † (18 de maig de 1429 - ? mort)
- Nicola Protimo † (6 de juliol de 1446 - 1482 mort)
  - Sede titolare
- Giovanni Marango † (23 de juliol de 1875 - 17 de desembre de 1891 mort)
- Giuseppe Zaffino † (29 d'abril de 1892 - 7 de febrer de 1895 mort)
- Gaetano De Angelis, O.F.M.Conv. † (10 de maig de 1895 - 28 de març de 1900 mort)
- Antonio Giovanni Battista Delenda † (29 d'abril de 1900 - 10 de setembre de 1911 mort)
- Louis Petit, A.A. † (4 de març de 1912 - 24 de juny de 1926 renuncià)[4]
- Giovanni Battista Filippucci (Filippoussis) † (25 de gener de 1927 - 29 de maig de 1947 nomenat arquebisbe de Nasso, Andro, Tino e Micono)
- Marco Sigala † (29 de maig de 1947 - 10 de març de 1950 mort)
- Marius Macrionitis, S.J. † (11 de març de 1953 - 8 d'abril de 1959 mort)
- Venedictos Printesis † (15 de maig de 1959 - 17 de novembre de 1972 renuncià)
- Nikólaos Fóscolos (25 de juny de 1973 - 12 d'agost de 2014 jubilat)
- Sevastianos Rossolatos (12 d'agost de 2014 - 14 de juliol de 2021)
- Theodoros Kontidis S.I., des del 14 de juliol de 2021

## Estadístiques
A finals del 2015, la diòcesi tenia 100.000 batejats sobre una població de 6.150.000 persones, equivalent al 1,6% del total.
| any  | població | població  | població | sacerdots | sacerdots       | sacerdots       | sacerdots             | diaques | religiosos | religiosos | parròquies |
| ---- | -------- | --------- | -------- | --------- | --------------- | --------------- | --------------------- | ------- | ---------- | ---------- | ---------- |
| any  | batejats | total     | %        | total     | clergat secular | clergat regular | batejats por sacerdot | diaques | homes      | dones      |            |
| 1950 | 30.000   | 6.000.000 | 0,5      | 30        | 12              | 18              | 1.000                 |         | 60         | 77         | 9          |
| 1958 | 46.000   | 4.000.000 | 1,1      | 35        | 12              | 23              | 1.314                 |         | 42         | 70         | 8          |
| 1970 | ?        | ?         | ?        | 40        | 17              | 23              | ?                     |         | 26         | 65         | 10         |
| 1980 | 26.500   | 5.756.000 | 0,5      | 34        | 12              | 22              | 779                   |         | 45         | 65         | 13         |
| 1990 | 32.000   | 6.315.500 | 0,5      | 44        | 16              | 28              | 727                   |         | 52         | 68         | 14         |
| 1999 | 41.000   | 6.614.000 | 0,6      | 44        | 16              | 28              | 931                   |         | 49         | 77         | 14         |
| 2000 | 30.000   | 6.000.000 | 0,5      | 41        | 17              | 24              | 731                   |         | 44         | 75         | 14         |
| 2001 | 30.000   | 6.000.000 | 0,5      | 40        | 17              | 23              | 750                   |         | 44         | 71         | 14         |
| 2002 | 30.000   | 6.200.000 | 0,5      | 43        | 18              | 25              | 697                   |         | 42         | 71         | 14         |
| 2003 | 100.000  | 6.200.000 | 1,6      | 44        | 18              | 26              | 2.272                 |         | 41         | 73         | 14         |
| 2004 | 100.000  | 6.200.000 | 1,6      | 41        | 18              | 23              | 2.439                 |         | 39         | 66         | 13         |
| 2006 | 100.000  | 6.130.000 | 1,6      | 43        | 19              | 24              | 2.325                 |         | 38         | 60         | 14         |
| 2012 | 101.600  | 6.285.000 | 1,6      | 41        | 19              | 22              | 2.478                 | 2       | 38         | 50         | 14         |
| 2015 | 100.000  | 6.150.000 | 1,6      | 36        | 16              | 20              | 2.777                 | 2       | 34         | 51         | 15         |